# Pseudochirulus mayeri
Pseudochirulus mayeri е вид бозайник от семейство Pseudocheiridae.

## Разпространение
Видът е разпространен в Индонезия и Папуа Нова Гвинея.